# 2022年上海
|        | 上海历史 |
| 世紀： | 20世紀上海 \| 21世紀上海 \| 22世紀上海                                                                                     |
| 年代： | 1990年代上海 \| 2000年代上海 \| 2010年代上海 \| 2020年代上海 \| 2030年代上海 \| 2040年代上海 \| 2050年代上海               |
| 年份： | 2018年上海 \| 2019年上海 \| 2020年上海 \| 2021年上海 \| 2022年上海 \| 2023年上海 \| 2024年上海 \| 2025年上海 \| 2026年上海 |
| 紀年： | 壬寅年（虎年）、上海开埠179周年、上海设市95周年                                                                            |

白纸运动的象征

本年上海进入了长期的封城状态。封城期间在粮食供给等方面出现了严重的短缺、不平衡以及故意截留物资垄断要价等问题。最终使民众普遍心生不满，上海成为白纸运动的爆发地之一，而乌鲁木齐中路成为这场运动的象征性地名。白纸运动导致的中共疫情防控政策大转向使上海在12月份产生疫情大爆发，殡仪馆爆满，无法火化的尸体堆积成山。

## 主要官员

### 党委
- 市委书记：李强[註 1]→陈吉宁[註 2]

### 人大
- 人大常委会主任：蒋卓庆

### 政府
- 市长：龚正

### 法院
- 院长：刘晓云

### 检察院
- 检察长：张本才[註 3]→空缺→陈勇

### （党）纪委
- 书记：刘学新→李仰哲

### 监察委
- 主任：刘学新

### 政协
- 主席：董云虎

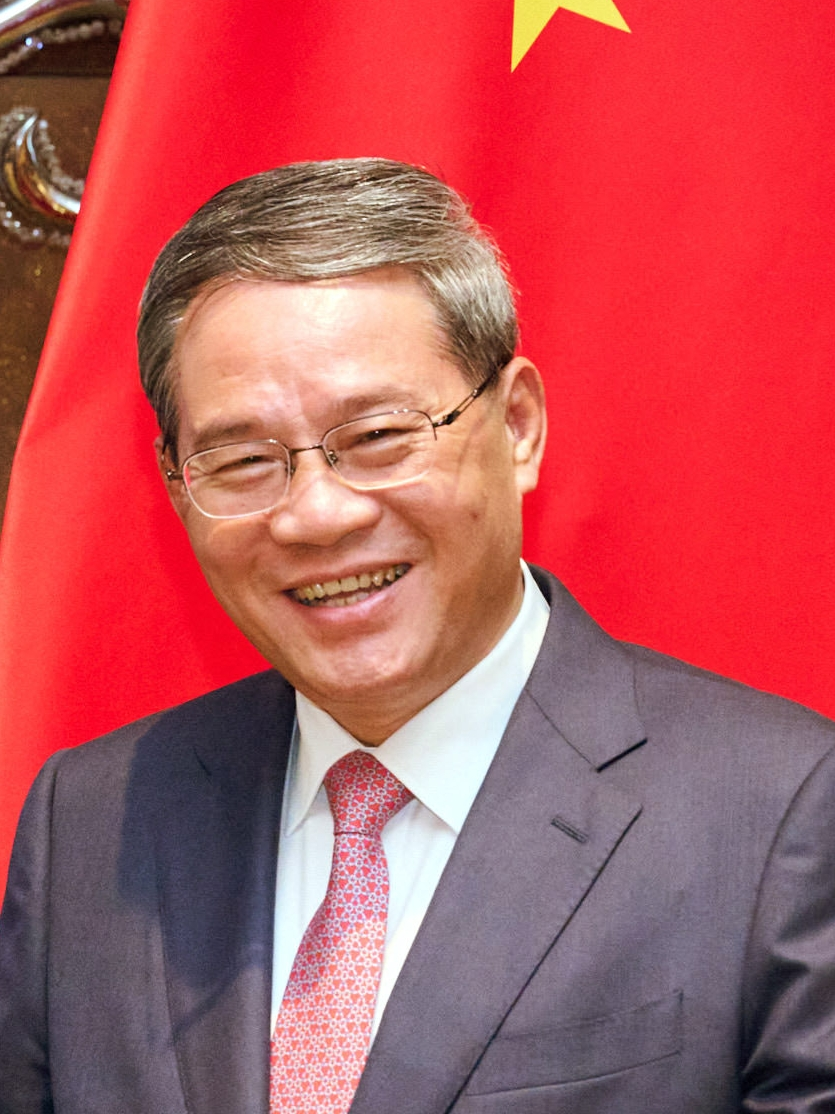
市委书记李强
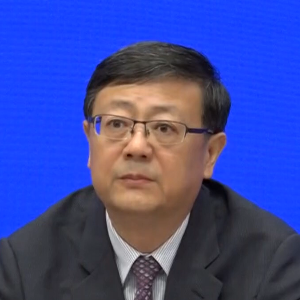
市委书记陈吉宁
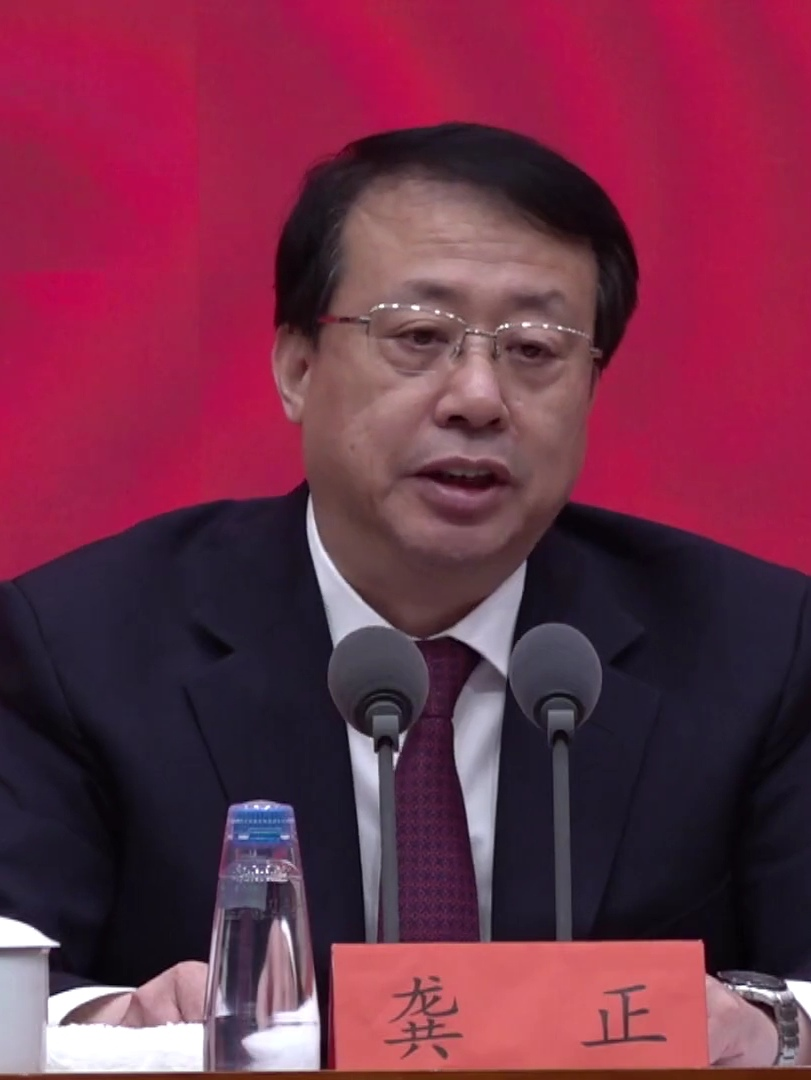
市长龚正

## 大事記
- 2019冠狀病毒病上海市疫情（2020年1月18日[註 4]——至今）[1]

### 3月
- 3月8日，中共中央政治局委员、上海市委书记李强以视频形式主持召开上海市疫情防控工作领导小组会议并讲话，强调上海要全面落实防控措施，全力抓好应急处置，抓好流调溯源、核酸筛查、转运隔离、区域管控、医疗救治等各项工作，严格落实分级分类管控，织密织牢疫情防控网[2]。
- 3月11日，上海市委书记李强主持召开市疫情防控工作领导小组会议，就疫情形势和应急处置工作再研判再部署再落实[3]。
- 3月15日，上海市政府副秘书长、市疫情防控领导小组办公室主任顾洪辉表示上海不会采取“封城”、“停摆”等措施[4]。
- 3月18日，中共上海市委常委会举行会议，会议部署此次疫情处置工作，强调“坚持科学精准、动态清零”，全市上下抓细网格化筛查，最大限度减少疫情对经济社会发展的影响[5]。
- 3月22日，上海市委书记李强与上海市长龚正会见了国务院联防联控机制派出的第五督查组。《上海发布》深夜发布消息，表示上海将要封城是不实消息，并表示相当部分街镇和小区已解除封控，未来会继续按照切块式、网格化原则，划定部分街镇和小区开展新一轮核酸筛查及管控工作[6][7]。上海警方对传播封城消息的2名男子立案调查[8]。
- 3月25日，新冠疫情上海医疗救治专家组组长张文宏称“我们采取的不是封城策略”[9]。
- 3月26日，复旦大学上海医学院副院长吴凡在上海卫健委召开的新闻发布会上表示，上海之所以不封城是因为上海在全国经济社会发展当中承载重要功能，如果封城会影响国家甚至全球的经济[10]。
- 3月28日，上海宣布分两批封闭筛检，浦东、浦南及毗邻区域率先封，之後再封闭浦西[11][12]。
- 3月27日，浦东新区仍在营业的超市、卖场、农贸市场均营业至24点，许多民众前往超市采购物资，浦东多家超市变得拥挤，货架上大多数物资被抢光，甚至有人为了争抢买菜起争执[13]，有市民反应封锁给买菜和看病造成严重不便[14]。
- 3月30日，上海举行全市领导干部大会，对疫情防控工作进行再动员、再部署、再落实。上海市委书记、市新冠肺炎疫情防控工作领导小组组长李强在会上指出，要坚定坚决实施好这一轮面上核酸筛查工作，真正把风险人群管住，尽早实现社会面清零[15]。
- 3月31日，中共上海市委、市人民政府致信全体上海市民，指出疫情和防控措施给市民的正常生活带来许多不便，有些市民已经多日处于封控之中。信中强调，对生活保障、应急就医等急难问题，上海当局会持续改进工作、完善措施，切实解决市民的后顾之忧[16]。

### 6月
- 6月1日起，上海全面解封。
- 6月18日，石化爆炸事故。

## 逝世
本年度去世的前上海市行政、立法、司法等分支正职首脑有4名（党政分支、纪监分支、检察分支与司法分支各一），其中有一名亦是国家元首。另有2名仅担任过副职者（检察分支与协商分支1名，立法分支1名）。
- 1月6日，昆曲表演艺术家张继青（本名张忆青，又称张三梦）去世，享年83岁。
- 1月7日，毛泽东媳、毛岸英妻、毛岸青妻邵华同母异父姐、毛新宇姨兼伯母刘思齐去世，享年91岁。
- 1月10日，越剧表演艺术家、金派创始人金采风（本名金翠凤）去世，享年91岁。
- 1月13日，广告界、营销策划界人士叶茂中去世，享年53岁。
- 1月14日，第二任外交部发言人、前外交部副部长齐怀远去世，享年92岁。
- 2月5日，前上海市人大常委会副主任（1988年—1998年）孙贵璋去世，享年86岁。
- 2月11日，作家、报人曹聚仁子、主持人、报人曹景行去世，享年74岁。
- 2月12日，戏曲导演沈斌去世，享年74岁。
- 2月20日，围棋教育界人士倪耀良去世，享年88岁。
- 2月28日，神秘动物（龙）研究者、作家马小星去世，享年66岁。
- 2月28日，玛塔·阿格里奇前夫、斯琴高娃夫、指挥家陈亮声去世，享年89岁。
- 3月1日，演员王蓓（英语：Wang Bei）去世，享年90岁。
- 3月2日，外科专家、医学编辑薛光华去世，享年95岁。
- 3月2日，京剧演员童寿苓去世，享年101岁。
- 3月3日，荣熙泰家族成员，副主席荣毅仁堂弟，银行家荣纲仁（字鸿庆）去世，享年99岁。
- 3月12日，改开干部，前浦东开发办公室主任、国家经贸委常务副主任、中国联通董事长杨昌基去世，享年90岁。
- 3月17日，神经外科专家史玉泉去世，享年102岁。
- 3月18日，作家欧阳文彬去世，享年101岁。
- 3月26日，京剧演员陈正薇（本名陈乐华）去世，享年89岁。
- 3月28日，前东方电气集团董事长、党组书记何木云去世，享年78岁。
- 3月29日，前华东政法学院副院长陈鹏生教授去世，享年89岁。
- 4月3日，新中国人民演员金迪去世，享年89岁。
- 4月4日，商界人士高天国去世，享年72岁。
- 4月5日，武打演员、导演、编剧、黑帮人士、刺客王羽（原名王正权）去世，享年79岁。
- 4月9日，经济史学家叶世昌教授去世，享年93岁。
- 4月13日，昆曲演员，“小梅兰芳”华文漪去世，享年81岁。
- 4月21日，园林专家、前上海市园林局局长，上海城市公园和园林规划者程绪珂去世，享年100岁。
- 4月21日，第四代导演黄蜀芹去世，享年82岁。
- 4月23日，作曲家、指挥家萧白去世，享年90岁。
- 4月23日，中国工程院院士，计算机体系结构专家，前IEEE中国分部主席李三立去世，享年86岁。
- 4月27日，前上海市纪委书记（2016年—2020年）、（首任）监察委主任（2018年－2020年）、兼市委副书记廖国勋去世，享年59岁,去世时任天津市长、市委副书记。
- 5月7日，演员刘子枫去世，享年83岁。
- 5月9日，演员秦怡去世，享年100岁。
- 5月19日，中国工程院院士，机械动力学家黄文虎去世，享年95岁。
- 5月21日，翻译家王志冲去世，享年85岁。
- 5月30日，建筑家袁培煌去世，享年91岁。
- 6月3日，物理学家苏汝铿去世，享年84岁。
- 6月7日，中国工程院院士周勤之去世，享年94岁。
- 6月8日，理论语言学家黄锦章去世，享年68岁。
- 6月12日，中国科学院院士，地球化学动力学家於崇文去世，享年98岁。
- 6月16日，胡琴演奏家、作曲家、前上海民族乐队首席萧白镛去世，享年81岁。
- 6月25日，前上海市政协副主席（1998年—2008年）、副检察长、前中国致公党副主席俞云波去世，享年86岁。
- 6月29日，记者杨海鹏去世，享年55岁。
- 7月1日，妇产科军医潘荣文去世，享年91岁。
- 7月3日，知名武侠及科幻等作家，编剧，评论家，香港四大才子之一，倪匡（本名倪聪，字亦明）去世，享年87岁。
- 7月13日，经济学者徐正虎去世，享年83岁。
- 7月14日，历史学者徐矛去世，享年90岁。
- 7月16日，中西医结合针刺专家曹小定去世，享年91岁。
- 7月17日，核物理学家，中国科学院院士，世界科学院（前称第三世界科学院）院士，诺丁顿大学前校监，复旦大学前校长，杨福家去世，享年86岁。
- 7月19日，上海黄埔军校同学会原会长朱纯去世，享年99岁。
- 7月24日，前上海市检察长（1983年—1988年）、政协副主席王兴去世，享年98岁。
- 7月25日，政治人物宋照肃去世，享年81岁。
- 8月5日，前上海市高级人民法院院长（1983年—1988年）、人大常委会副主任（1988年—1993年）、前最高人民法院副院长华联奎去世，享年94岁。
- 8月19日，著名国画家张大千的长女，国画家张心瑞（字湘）去世，享年95岁。
- 8月19日，中国教育学会教育史分会原理事长，教育史学家孙培青去世，享年89岁。
- 8月26日，生物医学工程学家、中国工程院院士王威琪去世，享年83岁。
- 8月28日，弹词表演艺术家，“超级女下手”江文兰去世，享年92岁。
- 9月2日，以翻译大量斯拉夫语言歌曲歌词（如《莫斯科郊外的晚上》）闻名的音乐学家、翻译家薛范去世，享年87岁。他翻译的歌词《妈妈我要出嫁》被认为一度被歌手花粥抄袭并侵吞。
- 9月6日，钢琴家王晴华教授去世，享年95岁。
- 9月7日，德文翻译家陈慧瑛教授去世，享年88岁。
- 9月9日，中国“三自爱国”天主教会沈宝智神父去世，享年96岁。
- 9月22日，儿童文学作家、翻译家、《没头脑和不高兴》作者任溶溶（又名任以奇）去世，享年99岁。
- 9月25日，前上海外语教育出版社副总编辑吕佩英副教授去世，享年96岁。
- 9月25日，美学家徐书城去世，享年90岁。
- 9月26日，流体机械及工程领域专家陆肇达教授去世，享年83岁。
- 9月26日，儿科医学专家贾兵教授去世，享年58岁。
- 9月27日，癌症学家、中国工程院院士顾健人去世，享年90岁。
- 10月4日，儿童文学作家、前少年报社总编辑张秋生去世，享年83岁。
- 10月4日，空气动力学家夏南教授去世，享年80岁。
- 10月6日，药理学家丁光生教授去世，享年101岁。
- 10月7日，航空发动机燃烧学家刘高恩教授去世，享年83岁。
- 10月9日，儿科医学专家王岱明教授去世，享年90岁。
- 10月18日，前中国残联副主席李明豫去世，享年81岁。
- 10月22日，前中国政协全国副主席、水利电力部长、红十字会会长钱正英去世，享年99岁。
- 11月4日，模特儿、抗癌网红肖李莎去世，享年33岁。
- 11月5日，逻辑学学者诸葛殷同去世，享年89岁。
- 11月8日，物理化学家、中国科学院院士唐有祺教授去世，享年102岁。
- 11月9日，赵紫阳政治秘书、不同意见者、前中共中央委员鲍彤去世，享年90岁。
- 11月14日，钢琴家、钢琴教育家朱雅芬去世，享年93岁。她是郎朗的钢琴启蒙老师。
- 11月24日，作家李国文去世，享年92岁。
- 11月26日，前中国对外贸易经济合作部副部长张祥去世，享年81岁。

- 11月30日，前中共中央总书记、中国国家主席、中国最高领导人、前上海市委书记（1987年—1989年）、市长（1985年—1988年）江泽民在抗议声浪中去世，享年96岁。他和英国女王伊丽莎白二世因同年出生（江泽民稍晚一些出生）而并称，亦在同年去世（江泽民稍晚一些去世，总体寿命江泽民略短），引发关注。
- 12月2日，经济学者杨永华教授去世，享年75岁。
- 12月11日，历史地理学学者王天良副教授去世，享年92岁。
- 12月15日，中国工程院院士、中国光纤之父赵梓森去世，享年90岁。
- 12月17日，前《学术月刊》总编辑黄迎暑去世，享年90岁。
- 12月17日，性学家、前中华性文化博物馆馆长刘达临教授去世，享年90岁。
- 12月18日，作家西西去世，享年85岁。
- 12月21日，医学学者金永安副教授去世，享年91岁。
- 12月21日，历史学者刘统大校、教授去世，享年71岁。
- 12月22日，前东海舰队副司令员李俊才少将去世，享年85岁。
- 12月22日，企业家、前百时美施贵宝临床试验运营部副总裁陈克杰去世。
- 12月22日，医学学者陈明教授去世，享年84岁。
- 12月22日，燃气专家宓亢琪教授去世，享年84岁。
- 12月22日，编剧倪震公布去世，享年84岁。
- 12月23日，谢晋幼子、智力障碍者谢佳庆去世，享年66岁。[1][2]
- 12月23日，药物科学家、中国科学院院士蒋华良去世，享年57岁。
- 12月23日，生物化学家、分子生物学家、中国科学院院士张友尚去世，享年97岁。
- 12月24日，中国民乐演奏家孙贵生去世，享年85岁。
- 12月24日，代表作《外来媳妇本地郎》的导演陆晓光去世，享年76岁。
- 12月24日，赵丹之女、舞蹈演员赵青去世，享年86岁。
- 12月25日，企业家、科华生物创始人唐伟国去世，享年66岁。
- 12月25日，医学学者徐也鲁教授去世，享年94岁。
- 12月25日，高温气体力学家、中国科学院院士吴承康去世，享年93岁。
- 12月25日，肠胃外科专家赵刚教授去世，享年48岁。
- 12月26日，前中国冶金工业部副部长、宝钢集团董事长黎明去世，享年95岁。
- 12月26日，前上美影厂长严定宪去世，享年86岁。
- 12月26日，连环画画家韩敏去世，享年93岁。
- 12月27日，美术史学者、徐悲鸿研究者王震教授去世，享年89岁。
- 12月27日，渔业专家王尧耕教授去世，享年92岁。
- 12月28日，芭蕾舞编导程代辉去世，享年92岁。
- 12月28日，火箭设计专家、中国工程院院士孙敬良去世，享年92岁。
- 12月28日，鱼类专家苏锦祥教授去世，享年87岁。
- 12月29日，医学学者赵善政教授去世，享年99岁。
- 12月29日，电路理论专家邱关源教授去世，享年99岁。
- 12月29日，平面设计泰斗、第四套人民币硬币图案设计者陈汉民教授去世，享年91岁。
- 12月29日，城市规划学家李德华教授去世，享年98岁。
- 12月30日，前《上海交通大学医学院报》主编胡德荣去世，享年75岁。
- 12月30日，机械学者沈嘉琪教授去世，享年89岁。
- 12月30日，医学学者杜心垿教授去世，享年90岁。
- 12月30日，巴金之弟、作家、翻译家、出版家李济生去世，享年105岁。
- 12月31日，物理化学家、中国科学院院士江龙去世，享年89岁。

### 封城期间死者
- 3月19日，虹口区卫生健康委员会讯息中心主任钱文雄自杀去世，享年55岁。
- 4月15日，复旦大学英文教授俞惠中在封城期间未能医治去世，享年79岁。[17]
- 4月17日，知名作曲家、知名红歌《唱支山歌给党听》作者朱践耳妻子舒群在封城期间未能医治去世，享年96岁。[18]
- 4月20日，中医医师蒉纲教授去世，享年51岁。[19]
- 4月24日，中国商飞副总设计师孟庆功去世，享年43岁。[20]